# Vitreorana
A Vitreorana (Centrolenidae) a kétéltűek (Amphibia) osztályába és  a békák (Anura) rendjébe és az üvegbékafélék (Centrolenidae) családjába tartozó nem.

## Elterjedésük
A nembe tartozó fajok Közép-Amerikában és Dél-Amerika északi részén honosak.

## Rendszerezés
A nembe az alábbi fajok tartoznak:
- Vitreorana antisthenesi (Goin, 1963)
- Vitreorana baliomma Pontes, Caramaschi & Pombal, 2014
- Vitreorana castroviejoi (Ayarzagüena & Señaris, 1997)
- Vitreorana eurygnatha (Lutz, 1925)
- Vitreorana franciscana Santana, Barros, Pontes, and Feio, 2015
- Vitreorana gorzulae (Ayarzagüena, 1992)
- Vitreorana helenae (Ayarzagüena, 1992)
- Vitreorana parvula (Boulenger, 1895)
- Vitreorana ritae (Lutz, 1952)
- Vitreorana uranoscopa (Müller, 1924)